# ان‌جی‌سی ۲۹۳
ان‌جی‌سی ۲۹۳ (انگلیسی: NGC 293) نام یک کهکشان مارپیچی در صورت فلکی نهنگ است.